# 安以恩
安以恩（法語：Ange Samuel Kouamé，發音：[ɑ̃ʒ samɥɛl kwame]，直译：「安熱·薩米埃爾·庫阿梅」，1996年12月22日—），象牙海岸裔台灣男子職業足球員，場上司職前鋒，現效力於中國足球協會甲級聯賽辽宁铁人足球俱乐部，並代表中華台北男子足球代表隊。
安以恩的職業生涯曾效力於象牙海岸職業聯賽的W.A.C及菲律賓足球聯賽卡雅足球俱樂部。自2018年起加盟台灣企業甲級足球聯賽大同足球隊，並隨隊贏得2018年及2019年聯賽冠軍，以及獲得2020年台企甲聯賽金靴獎。後於2021年轉會至臺南市台灣鋼鐵足球隊，期間贏得三座冠軍，完成隊史四連霸，個人則獲得2022年及2023年中華民國足球協會年度最佳男子球員的獎項。2024年一月加盟辽宁铁人足球俱乐部。

## 俱樂部生涯

### 台企甲聯賽
安以恩曾效力於象牙海岸職業聯賽的W.A.C及菲律賓足球聯賽卡雅足球俱樂部，後於2018年加盟台灣企業甲級足球聯賽大同足球隊，並在首秀對陣皇家蔚藍時完成帽子戲法攻進3球，當年季中加盟的安以恩全年共斬獲9顆進球，隨大同隊二連霸聯賽冠軍。
安以恩效力大同的第二年攻進了14顆進球，並再次隨隊奪得2019年聯賽冠軍，翌年大同隊主力馬可·費內路斯、潘文傑及陳威全等人出走，安以恩成為隊內要角，最終大同隊未能達成隊史四連霸，安以恩個人則在該年度聯賽第三循環末輪以3比1勝於南市台鋼的賽事取得進球，以20顆進球超越台中FUTURO朱益成的19顆進球，以及南市台鋼馬可·費內路斯的18顆進球，成為進球王。
2021年，安以恩由大同隊轉會至南市台鋼，期間安以恩隨隊贏得三座冠軍，完成隊史四連霸，個人則獲得2022年及2023年中華民國足球協會年度最佳男子球員的獎項。

### 中甲聯賽
安以恩歸化中華民國籍後，獲得中國足球協會甲級聯賽球隊延攬，遼寧瀋陽城市足球俱樂部（其後定名為遼寧鐵人）官方於2024年1月30日宣布安以恩加盟球隊。因需完成12天补充兵役及代表中华台北队完成世界杯资格赛，安以恩于季中加盟球队。加盟後的首个赛季，安以恩共出賽十五場，攻進十球，三次助攻，助遼寧鐵人以第四名完成賽季，其個人入選2024赛季中甲联赛最佳陣容。
2025赛季，安以恩继续留队。同年4月22日，在中甲联赛第5轮辽宁铁人主场对阵深圳青年人的比赛中，他攻入4粒进球，完成其加盟辽宁铁人队后的首次“大四喜”。

## 國家隊生涯
2023年8月，安以恩通过中華民國《國籍法》高級專業人才歸化審查，取得國籍。同年，時任中華台北隊總教練蓋瑞·懷特以國際友誼賽考察2026年世界盃暨2027年亞洲盃資格賽名單，安以恩獲得徵召，並於9月份1比1平菲律賓的賽事完成首秀，四日後於1比3負新加坡的賽事攻入國家隊首球。
2023年10月，2026年世預賽亞洲區第一輪中華台北兩回合主場對陣東帝汶，安以恩首回合傳出二助攻，令中華台北4比0勝出，次回合他再以一助攻一頭球破門，令中華台北3比0勝出，晉級第二輪。
2024年11月18日，國際友誼賽作客新加坡，安以恩頭球建功，協助中華台北3比2擊敗新加坡，終止國際賽連敗。
2024年12月，在香港舉行的東亞足球錦標賽資格賽，中華隊12月11日首戰蒙古，安以恩梅開二度，協助中華台北4比0勝。